# Чопп, Мирьям
Мирьям Чопп (нем. Mirjam Tschopp; род. 1976, Цюрих) — швейцарская скрипачка и альтистка.

## Биография
Начала учиться игре на скрипке в семилетнем возрасте (в том числе у Франко Гулли), позже стала осваивать альт. Первое сольное выступление Чопп на публике состоялось в 1989, когда ей было 13 лет.
Играла с Симфоническим оркестром Кёльнского радио, Берлинским симфоническим оркестром, Дрезденским филармоническим оркестром, филармоническим оркестром Рейнланд-Пфальца, Пражским камерным оркестром, петербургским оркестром Камерата и др., выступала в Амстердаме и Лондоне, Гамбурге и Кёльне, Вероне и Санкт-Петербурге, Праге и Хельсинки, Лионе и Давосе, Париже и Буэнос-Айресе, на фестивалях в Люцерне и Цюрихе.

## Творческое сотрудничество
Играла в ансамблях с Анне-Софи Муттер, Аной Чумаченко, Йозефом Суком, Петером Лукасом Графом, Джулианом Милкисом. В 1997—2000 — альтистка в Quartetto Raffaele d’Alessandro, с 2010 — в составе Trio des Alpes. В 2011 выступала в концертном туре вместе с Анне-Софи Муттер.

## Репертуар
Играет Вивальди, Корелли, Баха, Моцарта, Гайдна, Бетховена, Шумана, Мендельсона, Брамса, Дворжака, Дебюсси, Сибелиуса, Бруха, Бартока, Мартину, Бриттена, Прокофьева, Лютославского, Шостаковича, Вайнберга, К.Альфтера. Известна активным обращением к музыке современных композиторов. Ей посвящён 3-й скрипичный концерт Николя Бакри, в премьере которого она участвовала в Кёльне (2003, дирижёр — Семён Бычков). Исполнила скрипичный и альтовый концерты Сайгуна (запись 2005 и 2007).

## Признание
Первая премия на Международном конкурсе скрипачей и альтистов имени Макса Росталя (Берлин, 2000), финалист и лауреат ряда музыкальных премий в Швейцарии, Германии, Италии, США.

## Педагогическая деятельность
Мирьям Тшопп - педагог по страсти и убеждению, и преподавание занимает важное место в ее музыкальной жизни. В 2019 году она стала университетским профессором по классу скрипки и альта в Венском университете музыки и исполнительских искусств mdw. Ранее она преподавала скрипку, альт, камерную музыку и педагогическую практику в консерватории Тироля в Инсбруке с 2007 по 2012 год, а с 2013 по 2019 год - в Консерватории Цюриха. Она дает мастер-классы в Австрийских мастер-классах и в Музыкальной академии Евы Линд. Она также является членом жюри нескольких музыкальных конкурсов, экспертом в музыкальных академиях и участвует в проекте Rhapsody in School.